# ماركوس ديفيدسون
ماركوس ديفيدسون هو نقابي وسياسي كندي، ولد في 23 أكتوبر 1935، وتوفي في 26 مارس 2017 في كامبريدج في كندا. حزبياً، نشط في الحرب الديمقراطي الجديد لأونتاريو. وقد انتخب عضو برلمان مقاطعة أونتاريو.